# منحوتة معاصرة

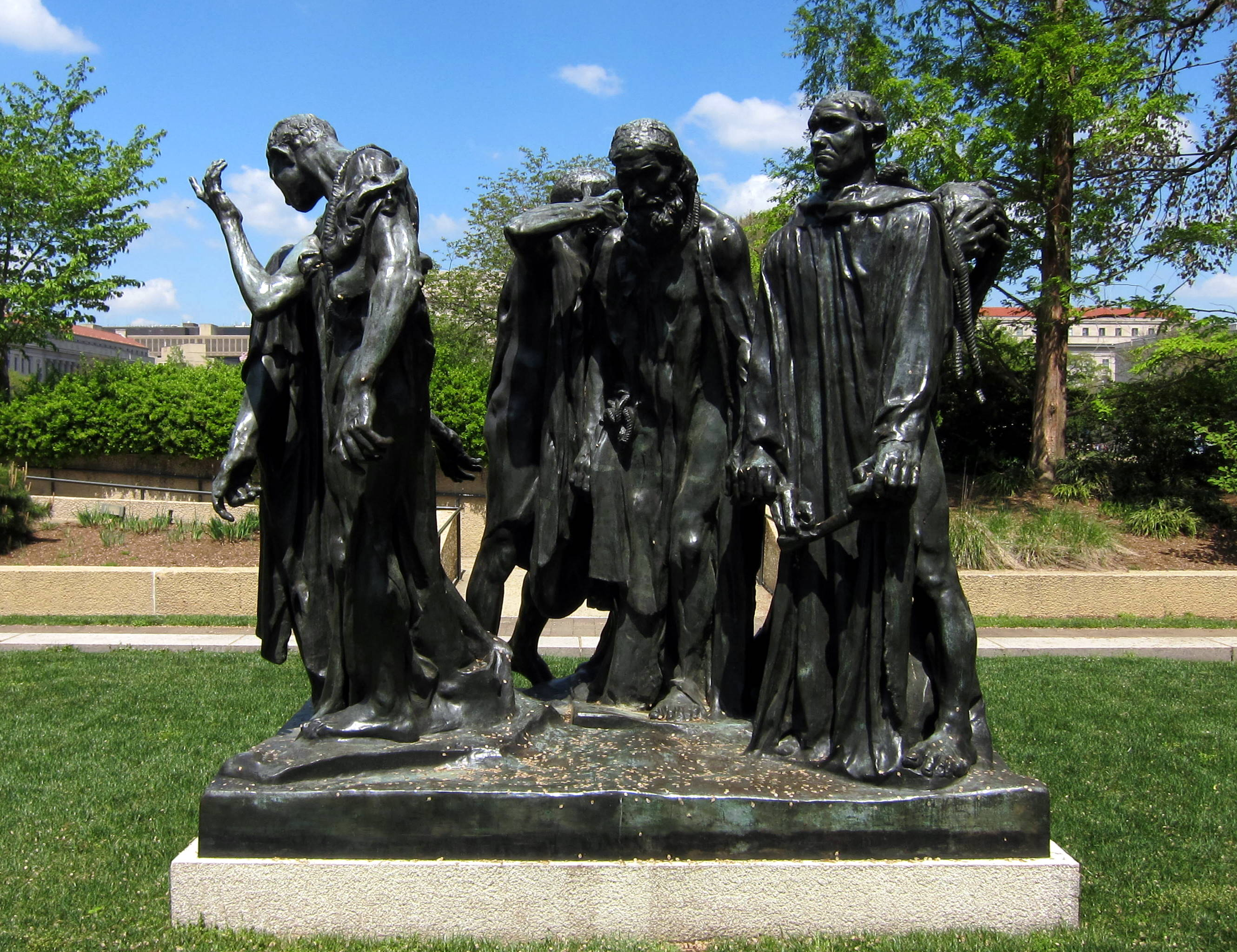
أوغست رودين، برجر كاليه، 1889، متحف هيرشورن وحديقة النحت، واشنطن العاصمة، عام 1943.

يعتبر النحت الحديث بشكل عام أنه بدأ بعمل أوغست رودين، الذي يُنظر إليه على أنه سلف النحت الحديث. في حين أن رودين لم يشرع في التمرد ضد الماضي فقد ابتكر طريقة جديدة لبناء أعماله. لقد «حل الخطوط العريضة للأكاديمية اليونانية الحديثة المعاصرة، وبالتالي خلق توليفًة حيويًة للشفافية والحجم والفراغ». جنبا إلى جنب مع عدد قليل من الفنانين الآخرين في أواخر القرن التاسع عشر الذين جربوا رؤى فنية جديدة في النحت مثل إدغار ديغا وبول غوغان، اخترع Rodin نهجًا جديدًا جذريًا في إنشاء النحت. النحت الحديث، إلى جانب كل الفن الحديث، «نشأ كجزء من محاولة المجتمع الغربي للتصالح مع المجتمع الحضري والصناعي والعلماني الذي ظهر خلال القرن التاسع عشر».
تشمل حركات الفن الحديث، التكعيبية، التجريدية الهندسية، دي ستايل، تفوقية، البنائية، الدادائية، السريالية، المستقبلية، الشكلية التجريدية التعبيرية، فن البوب، تقليلية، فن الأرض، الفن المفاهيمي، والتنصيبية وغيرها.

## الحداثة
يمكن القول أن حركة النحت الحديثة بدأت في معرض رودين في المعرض العالمي الذي أقيم في باريس عام 1900. في هذا الحدث، أظهر رودين تماثيله من Burghers of Calais وبلزاك وفكتور هوغو، وشمل المعرض العرض العام الأول لبوابات الجحيم التي تضمنت منحوتة المفكر.